# رهاب الدفن حيا

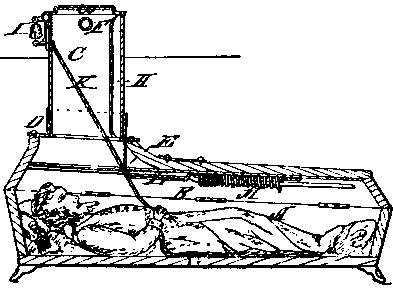

رهاب الدفن حياً أو رهاب الوأد (بالإنجليزية: Taphophobia)‏، هو رهاب من أن يُدفن الشخص في القبر وهو ما يزال على قيد الحياة، نتيجةً لخطأ أو لاعتقاد الآخرين بأنه فارق الحياة. والمصطلح الإنجليزي مُشتق من اليونانية حيث أن taphos تعني قبر وphobos يعني خوف.